# Kivijärvi (sjö)
För kommunen, se Kivijärvi. 
För andra betydelser, se Kivijärvi (olika betydelser).
Kivijärvi är en sjö i kommunerna Luumäki och Klemis i landskapet Södra Karelen i Finland. Kivijärvi ligger 75,2 meter över havet. Arean är 76,37 kvadratkilometer.
I sjön ligger ön Kännätsalo, där det förekommer brytning av beryll.
Vid sjön ligger Per Evind Svinhufvuds fritidshus Kotkaniemi.

## Bildgalleri

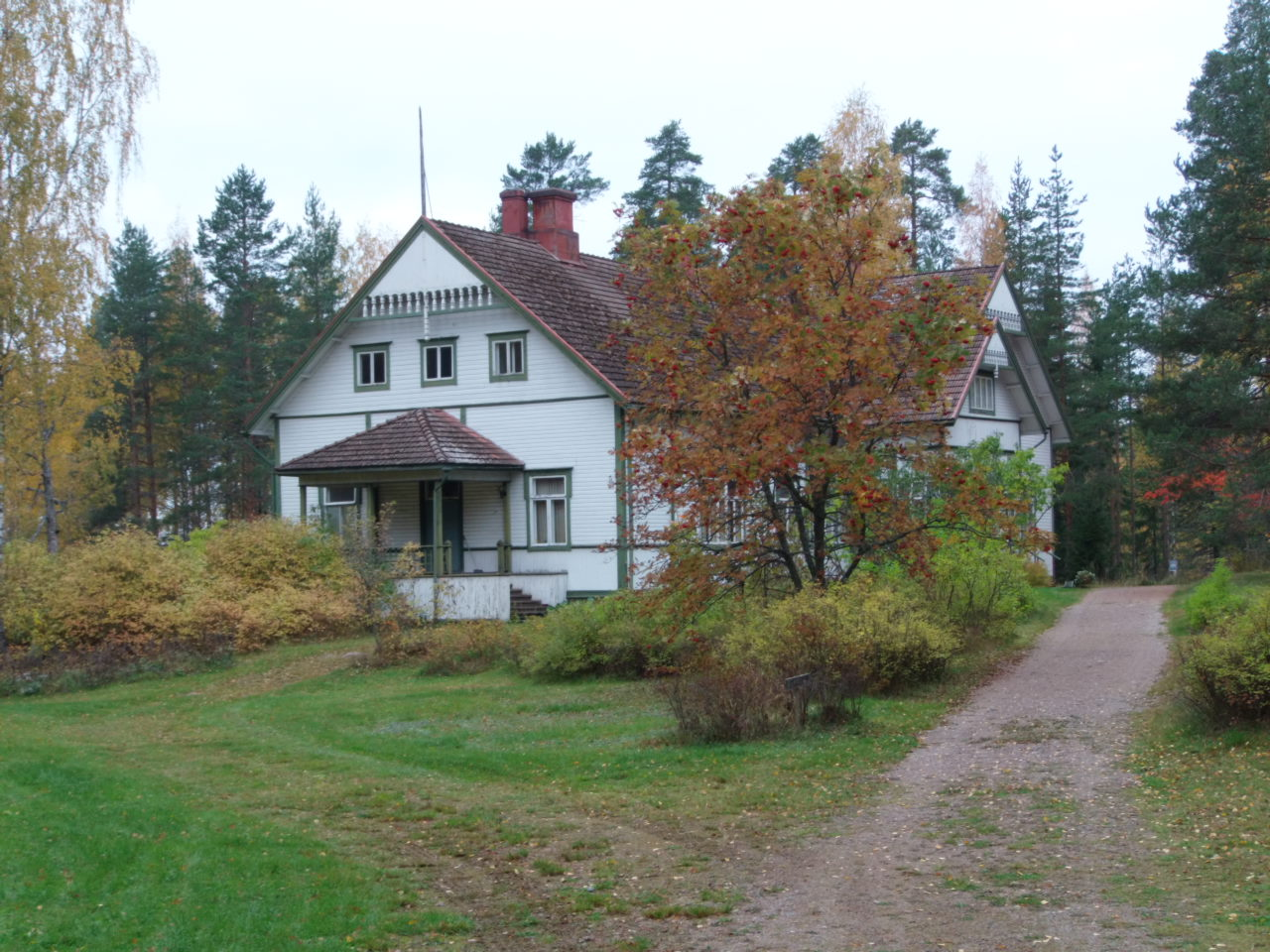
Kotkaniemi